# Rio Marin
Le rio Marin est un canal de Venise dans le sestiere de Santa Croce.

## Description

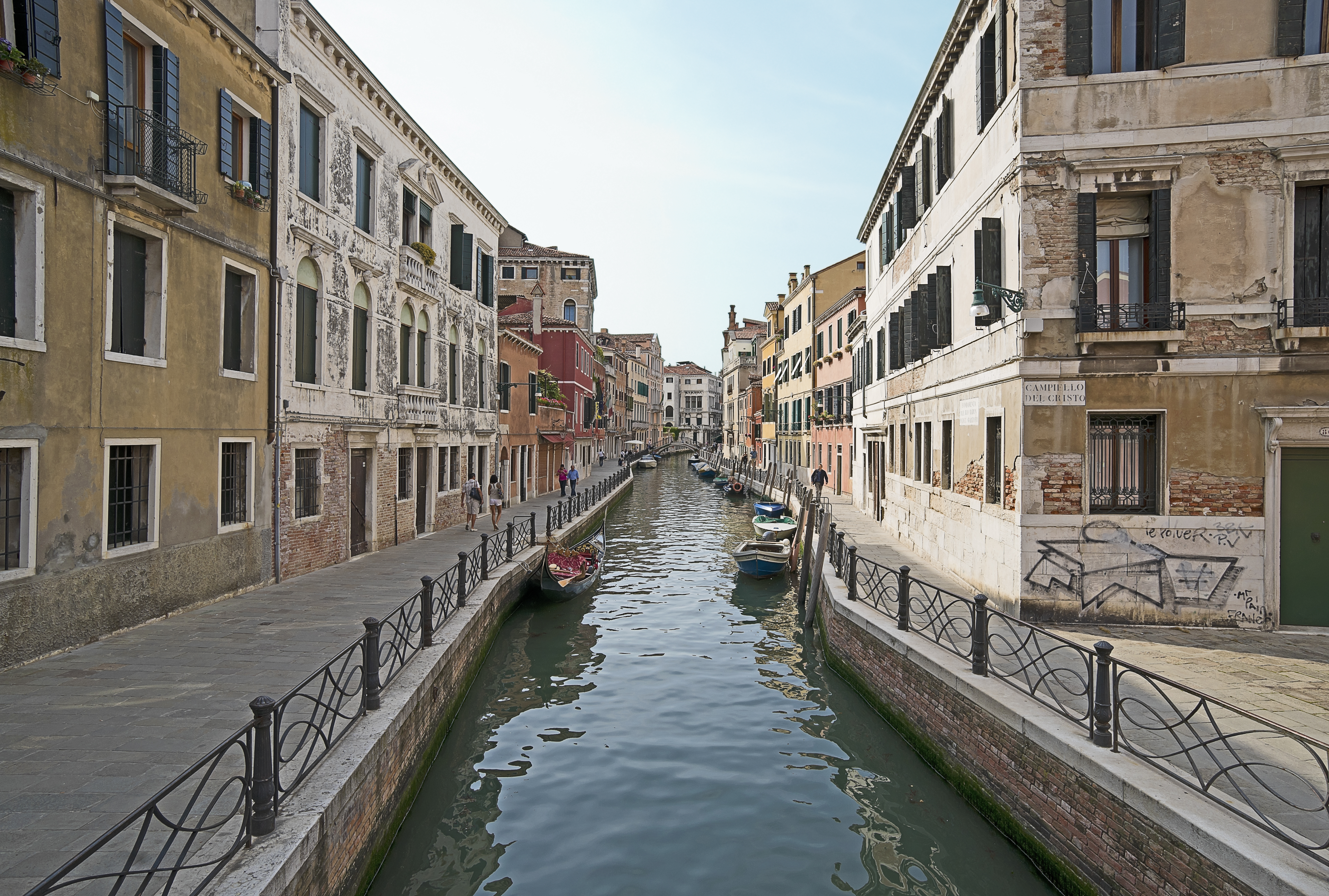
Le rio Marin vue du Ponte del Cristo vers le Nord-Est

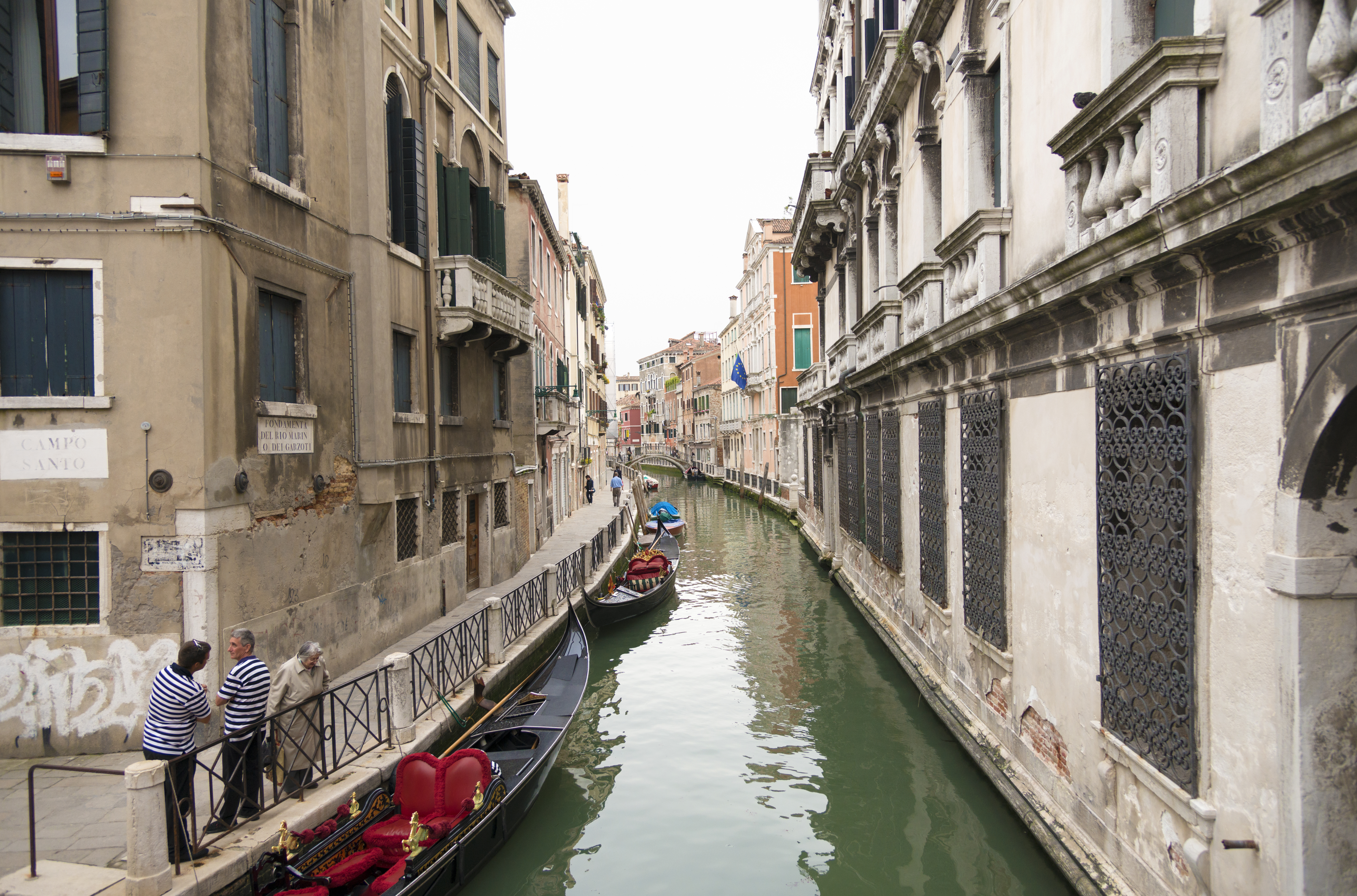
Le rio Marin vue du Ponte de la Bergami vers le Sud-Ouest

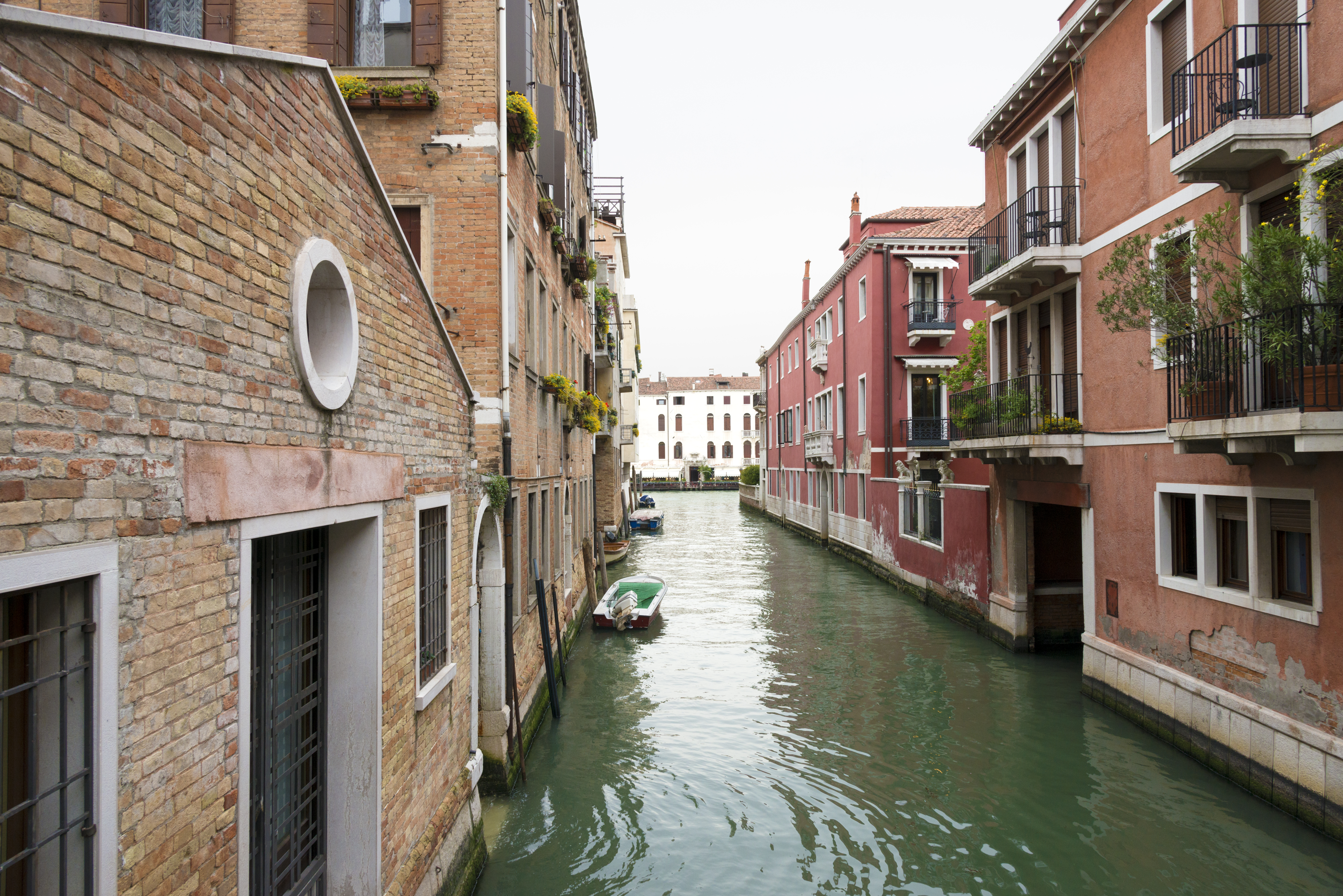
Le rio Marin vue du Ponte de la Bergami vers le Grand Canal

Le rio Marin a une longueur de 332 m. Il raccorde le confluent des rii de San Giacomo de l'Orio et de San Zuane Evangelista vers le nord-ouest au Grand Canal.

## Toponymie
Le nom de rio Marin apparaît déjà dans des écrits de 1080. Selon Gallicciolli et Il Corner, ce canal aurait été excavé à la main par un nommé Marin Dandolo. Il fut élargi en 1875 en détruisant quelques maisons.

## Situation et monuments
Ce rio longe :
- le palais Gradenigo ;
- le Palais Bragadin Soranzo Cappello ;
- la fondamenta Rio Marin sur son flanc ouest ;
- la fondamenta de Garzotti sur son flanc est.

### Ponts
Ce rio est traversé par trois ponts (du nord au sud) :
- Le Ponte de la Bergama ou Bergami reliant la calle éponyme au Campo Santo
- Le Ponte Cappello ou dei Garzoti reliant la Fondamenta Garzoti au Corte Canal
- Le Ponte del Cristo reliant le campiello éponyme à la Calle San Zuane

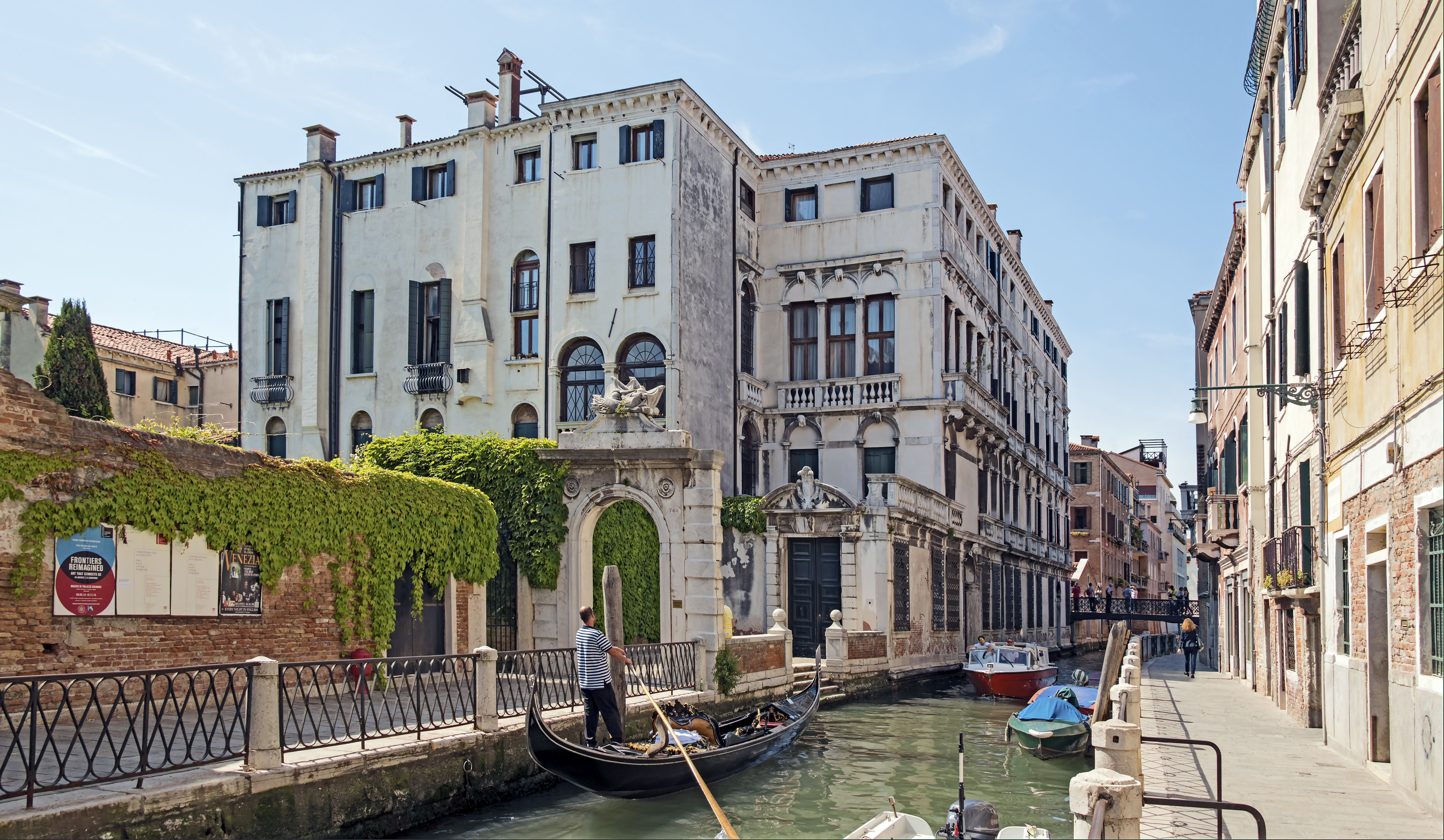
Le Palais Gradenigo
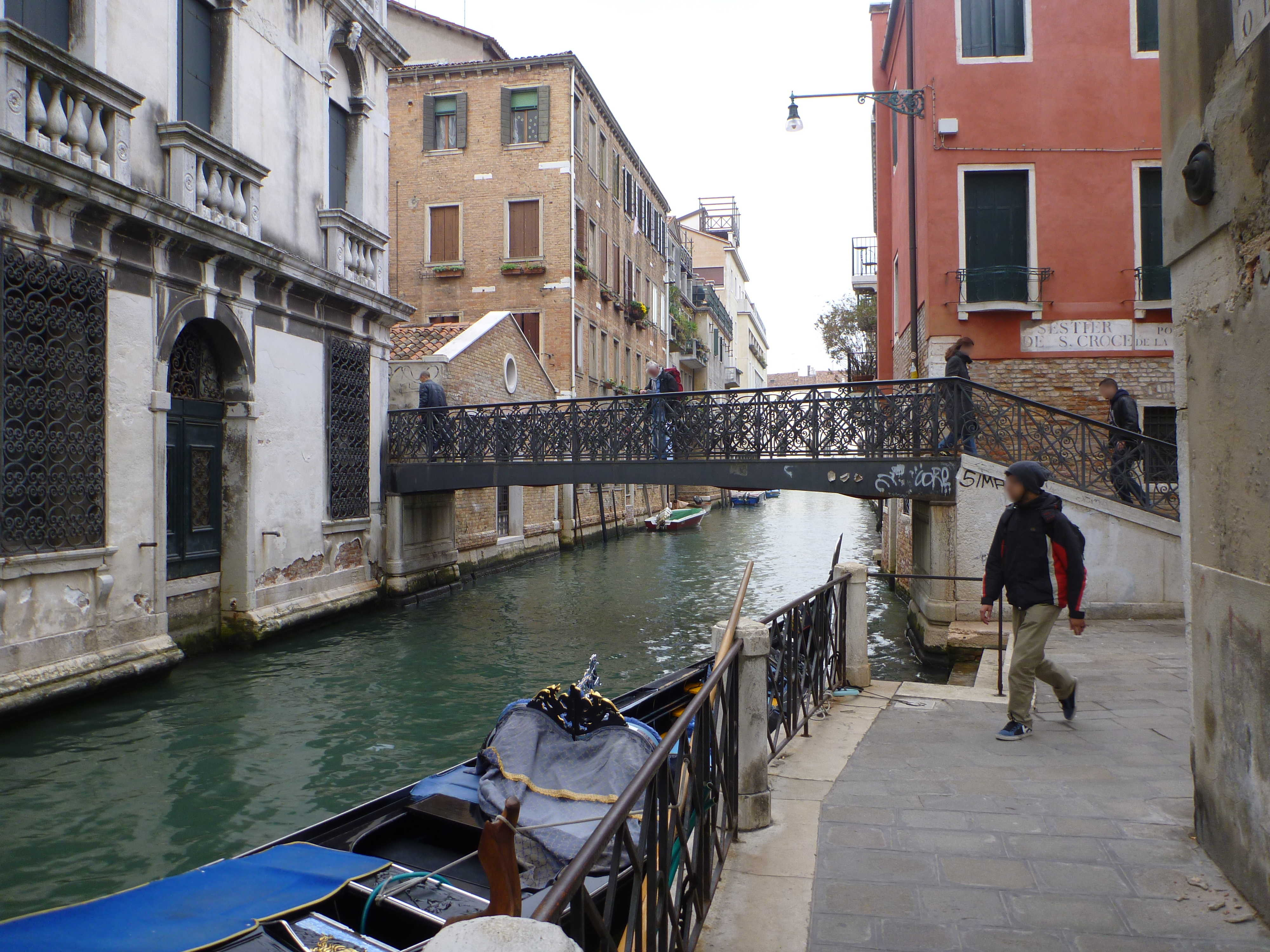
Ponte de la Bergama ou Bergami
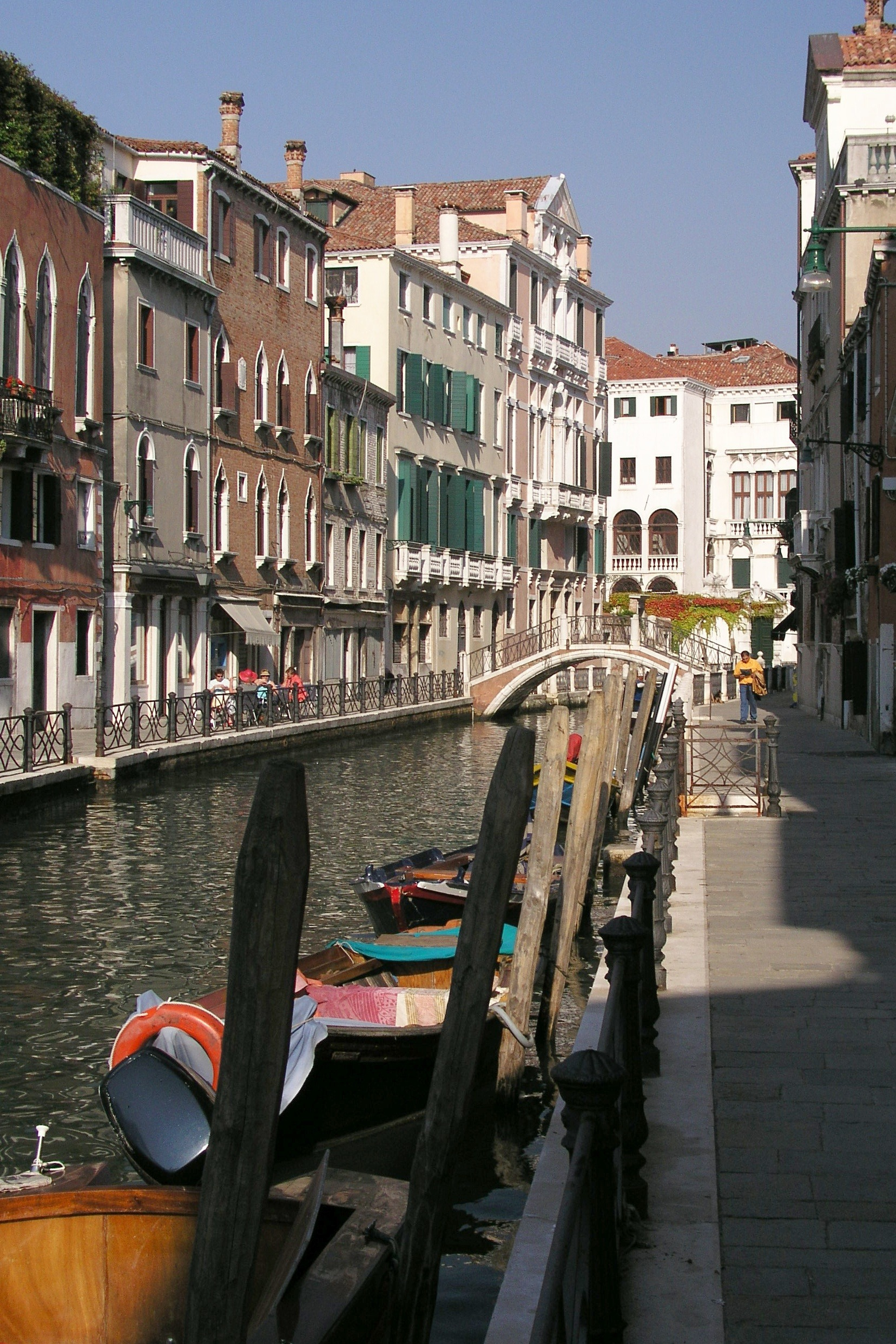
Ponte Cappello ou dei Garzoti
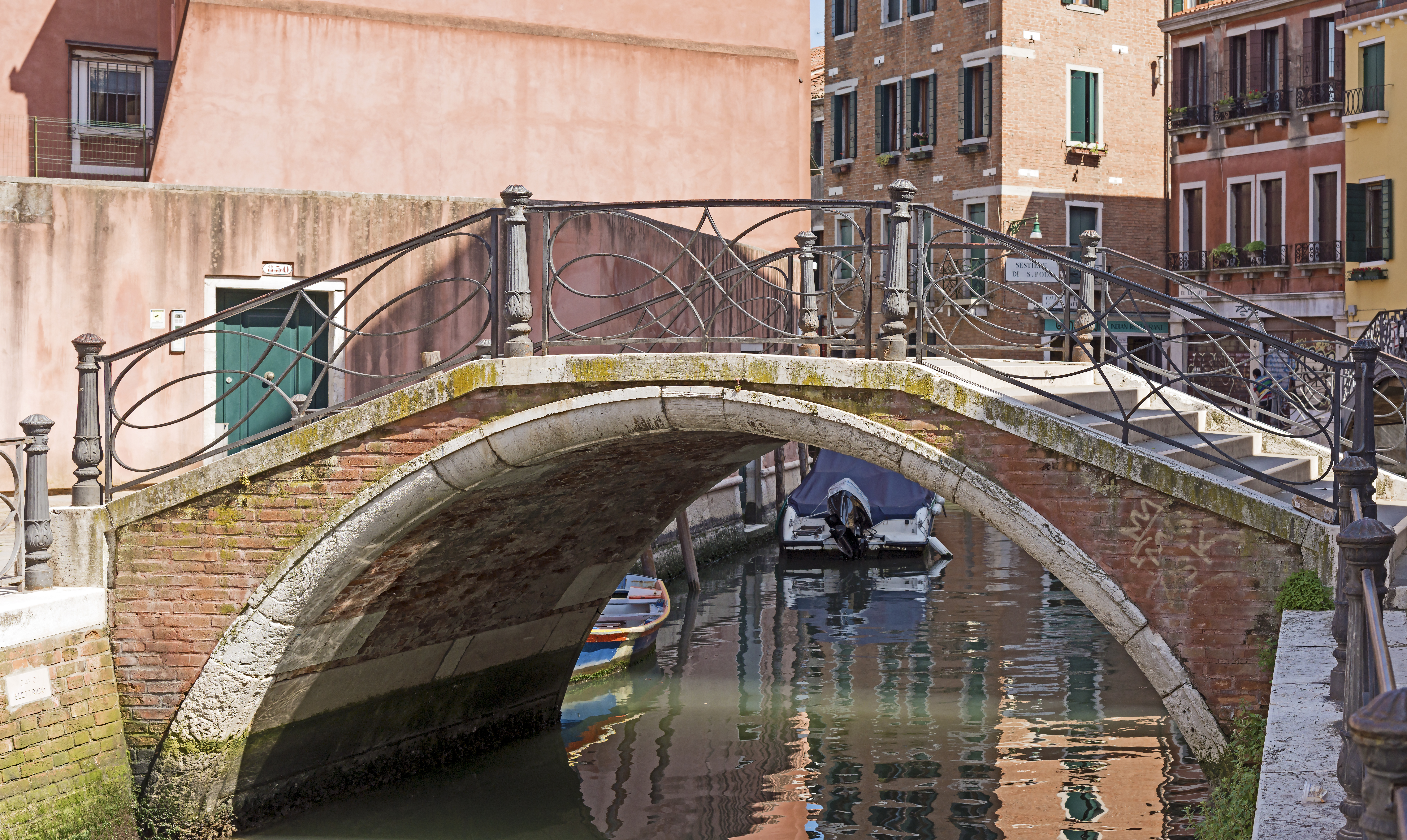
Ponte del Cristo